# Stella Maessen

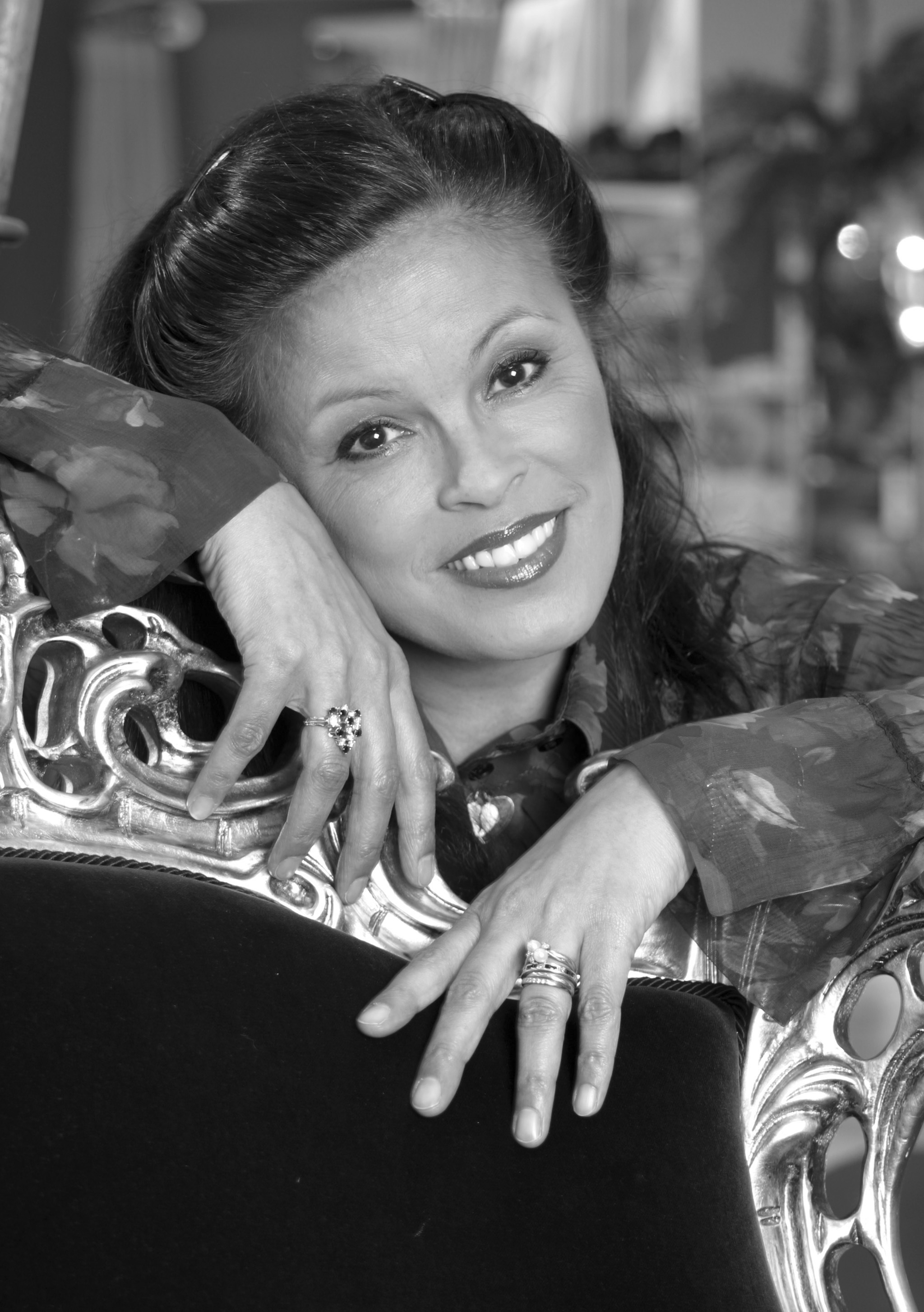
Stella Maessen

Stella Maessen (* 6. August 1953 in Zandvoort, Niederlande), bekannt als Stella, ist eine niederländisch-belgische Sängerin, die mehrfach als Bandmitglied beziehungsweise Backgroundsängerin am Eurovision Song Contest und solo 1982 an dem Musikwettbewerb teilnahm. 

## Biografie

### Sängerin bei Hearts of Soul
1969 gründete die damals Fünfzehnjährige mit ihren Schwestern Bianca und Patricia die Gruppe Hearts of Soul, die beim Eurovision Song Contest 1970 in Amsterdam teilnahm und bis 1972 existierte. 

### Umzug nach Belgien und Gründung von Dream Express
1973 zogen die drei Schwestern nach Belgien. Dort begann Maessen als Backgroundsängerin für Sharif Dean zu arbeiten, sie wirkte unter anderem am Nummer-eins-Hit Do You Love Me mit. 1975 beschlossen die ehemaligen Hearts of Soul, wieder zusammen zu singen. Zusammen mit Biancas Ehemann Luc Smets gründeten sie die Gruppe Dream Express, die erfolgreich in den flämischen Verkaufscharts war und am Eurovision Song Contest 1977 in London teilnahm. Nach dem Ausscheiden der Sängerin Patricia und der Umbenennung in „LBS“ trennte sich die Gruppe 1981.

### Solokarriere
1981 nahm Maessen erneut, diesmal solo, mit dem Lied Veel te veel (dt. „Viel zu viel“) an der belgischen Vorentscheidung zum Eurovision Song Contest teil, die vom flämischen Fernsehsender BRT unter dem Titel Eurosong 1981 veranstaltet wurde. Sie konnte sich aus den Halbfinalrunden für das Finale qualifizieren, das von Emly Starr gewonnen wurde. Ihre Platzierung wurde nicht bekannt gegeben. Im Jahr darauf nahm sie erneut an der Vorentscheidung teil, die diesmal vom wallonischen Sender RTBF veranstaltet wurde. Mit Si tu aimes ma musique konnte sie sich von den ursprünglich 18 Teilnehmern über das Viertel- und Halbfinale für das Finale qualifizieren, an dem noch vier Sänger teilnahmen. Sie gewann das Finale. Beim Eurovision Song Contest 1982 in Harrogate erreichte sie den vierten Platz und erhielt Punkte aus allen anderen 17 Teilnehmerländern. Sie veröffentlichte weitere Singles auf Englisch. 1986 war sie Backgroundsängerin für Sandra Kim beim Eurovision Song Contest, als diese den Wettbewerb gewann. Außerdem war sie Backgroundsängerin für Plastic Bertrand beim Eurovision Song Contest 1987 für Luxemburg. 1988 wurde mit Flashlight ihre letzte Single herausgebracht.

## Diskografie

### Alben
- If You Do Like My Music

### Singles
- Veel te veel
- Si tu aimes ma musique
- Can’t Live on Memories
- With All My Heart
- Flashlight